# Zalesina
 Zalesina  falu Horvátországban, a Tengermellék-Hegyvidék megyében. Közigazgatásilag Delnicéhez tartozik.

## Fekvése
Fiumétól 35 km-re keletre, községközpontjától 6 km-re délkeletre, a horvát Hegyvidék középső részén, az A6-os autópálya mellett, a 865 méter hosszú Vršek alagút keleti kijáratánál fekszik.

## Története
A településnek 1857-ben 73, 1910-ben 149 lakosa volt. A trianoni békeszerződésig Modrus-Fiume vármegye Delnicei járásához tartozott. 2011-ben 41 lakosa volt.

## Lakosság
| Lakosság változása | Lakosság változása | Lakosság változása | Lakosság változása | Lakosság változása | Lakosság változása | Lakosság változása | Lakosság változása | Lakosság változása | Lakosság változása | Lakosság változása | Lakosság változása | Lakosság változása | Lakosság változása | Lakosság változása | Lakosság változása |
| ------------------ | ------------------ | ------------------ | ------------------ | ------------------ | ------------------ | ------------------ | ------------------ | ------------------ | ------------------ | ------------------ | ------------------ | ------------------ | ------------------ | ------------------ | ------------------ |
| 1857               | 1869               | 1880               | 1890               | 1900               | 1910               | 1921               | 1931               | 1948               | 1953               | 1961               | 1971               | 1981               | 1991               | 2001               | 2011               |
| 73                 | 133                | 113                | 117                | 154                | 149                | 183                | 188                | 126                | 116                | 127                | 118                | 99                 | 102                | 53                 | 41                 |